# Enoch Heinrich Kisch

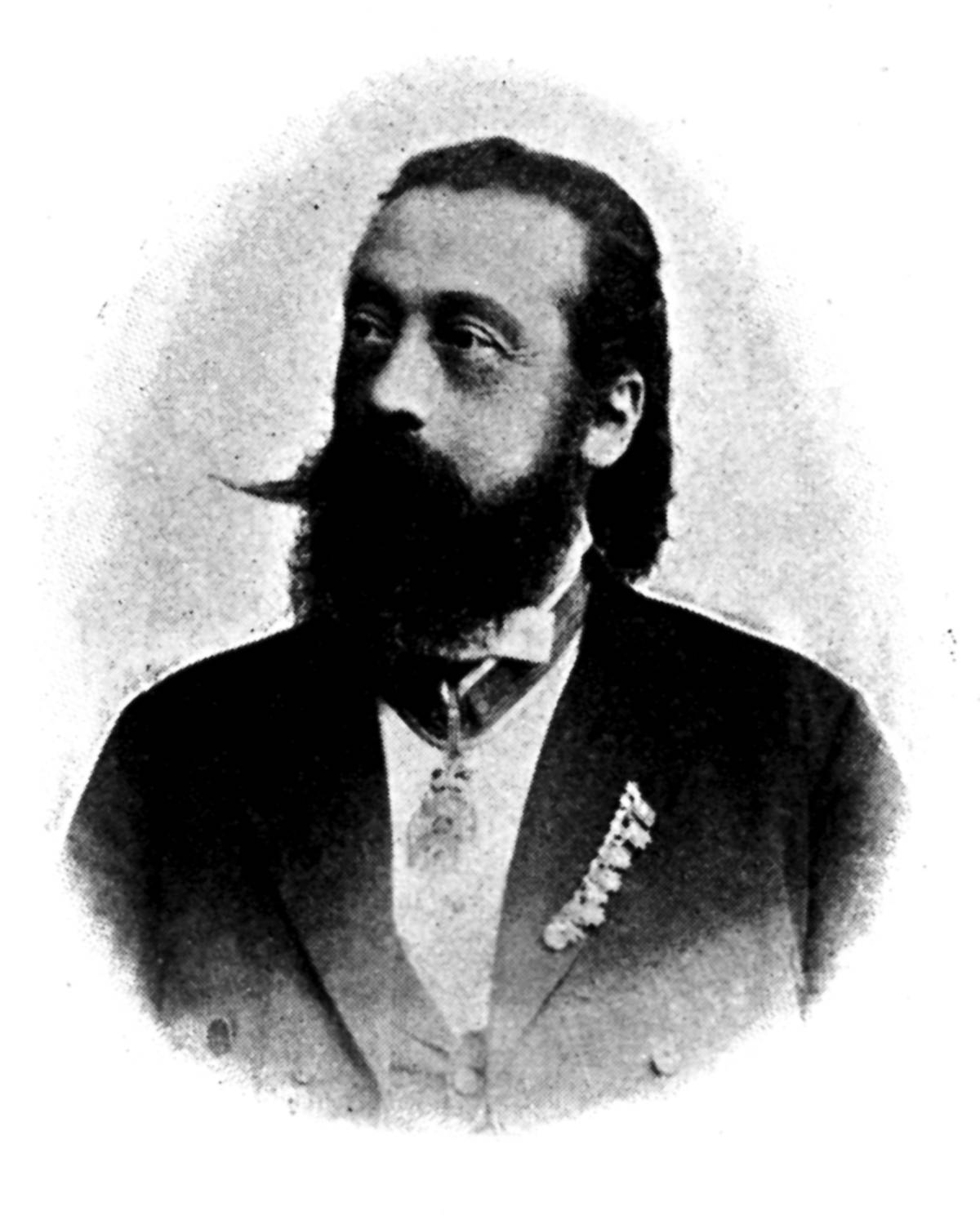
Enoch Heinrich Kisch

Enoch Heinrich Kisch (geboren am 6. Mai 1841 in Prag, gestorben am 24. August 1918 in Marienbad) war ein österreichischer Balneologe (Bäderkundler) und Gynäkologe.

## Familie
Enoch Heinrich Kisch entstammte einer böhmischen Familie jüdischen Glaubens, die viele Ärzte, Apotheker und Rabbiner hervorgebracht hatte. Einer seiner Vorfahren, Abraham Kisch, war der erste in Halle zum Dr. med. Promovierte jüdischen Glaubens aus Böhmen. Sein Bruder war der Rabbiner und Theologe Alexander Kisch (1848–1917). Zu seinen Neffen gehörten der Jurist Guido Kisch (1889–1985) und der Kardiologe Bruno Kisch (1890–1966), der als „rasender Reporter“ bekannte Journalist und Schriftsteller Egon Erwin Kisch (1885–1948) war ein Neffe zweiten Grades.

## Leben und Werk
Kisch machte seine Matura bereits im Alter von 15 Jahren am Piaristengymnasium in Prag und studierte bis 1862 Medizin an der Prager Universität. Neben seinem Studium arbeitete er als Journalist und wurde der erste Stenograph des wiederbelebten Böhmischen Landtag. Durch seinen Professor Josef von Löschner erhielt er nach seiner Promotion ab 1863 eine Anstellung als Brunnenarzt in Marienbad (tschechisch: Mariánské Lázně), wobei er an der Entwicklung des Bades zu einem bekannten Spa und Heilbad mitwirkte und vor allem von ausländischen Kurgästen aufgesucht wurde. Ab 1867 war er Privatdozent und ab 1884 Professor für Balneologie an der Universität Prag. Von 1904 bis 1912 wurde er beamteter außerordentlicher Professor. An der Universität Prag widmete er sich vor allem physiologischen Forschungen zur Modernisierung der Balneologie und untersuchte beispielsweise den Zusammenhang von Trinkkur und Diät sowie die Ursachen der Fettleibigkeit. Er war Regierungsrat und Ehrenbürger von Marienbad.
Ab 1868 war Kisch Herausgeber der Allgemeine Balneologische Zeitung und der Jahrbücher für Balneologie, Hydrologie und Kliniatologie, zudem schrieb er zu balnaeotherapeuthischen Themen für die Enzyklopädie System of Physiologic Therapeutics, die in Philadelphia herausgegeben wurde, sowie weitere medizinische Abstracts für unterschiedliche Zeitungen. Neben der Balneologie beschäftigte er sich für Gynäkologie und Ehehygiene und schrieb mehrere Beiträge zum Thema, darunter vor allem Werke wie Das Geschlechtsleben des Weibes in physilogischer, pathologischer und hygienischer Beziehung oder Die sexuelle Untreue der Frau, wobei letzteres als sozialmedizinische Studie betitelt wurde. In diesem schreibt er etwa einleitend:

„Dennoch sind unsere Frauenrechtlerinnen in einem großen Irrtume befangen, wenn sie aus der Untreue des Mannes das Recht des geschlechtlichen Treubruches für die Frau ableiten. Dazu sind die Rollen der beiden Gatten im sexuellen Akte zu verschieden. Der Mann kann in der Ehe Seitensprünge machen, ohne daß die Folgen derselben tief eingreifend sein müssen, er kann jeden Augenblick reuige Buße tun, ohne daß der angerichtete Schade<sic!> nicht gut zu machen wäre. Die Untreue der Frau vergiftet die Seele derselben für immer, erschüttert die Grundlage der Harmonie zwischen Mutter und Kindern, und stellt die Legitimität der letzteren in Frage und bringt einen unheilbaren Riß in das Familienleben.“

## Veröffentlichungen
- Marienbad, seine Umgebung und seine Heilmittel. 1868, 11. Aufl. 1883.
- Die Fettleibigkeit der Frauen. 1872.
- Ueber den Einfluss der Fettleibigkeit auf die Weiblichen Sexualorgane. Prag 1873.
- Das Climacterische Alter der Frauen und die Behandlungen der Leiden der Menopause, Erlangen 1874 (archive.org).
- Die Balneotherapie der chronischen Krankheiten. Ein Handbuch für prakt. Ärzte. 2 Abt., 1866–67, 2. Aufl.: Handbuch der allgemeinen und speziellen Balneotherapie. 1875 (archive.org).
- Die Heilquellen und Kurorte Böhmens. 1879.
- Die Sterilität des Weibes. 1886 (archive.org).
- Die Lipomatosis Universalis. 1888.
- Grundriß der klinischen Balneotherapie einschließlich der Hydrotherapie und Klimatotherapie. 1883, 2. Aufl.: Balneotherapeutisches Lexikon. 1897.
- Grundriss der Klinischen Balneotherapie. 1897.
- Uterus und Herz. 1898.
- Das Geschlechtsleben des Weibes in physilogischer, pathologischer und hygienischer Beziehung (archive.org).
- Die sexuelle Untreue der Frau. Erster Teil: Die Ehebrecherin. Eine sozialmedizinische Studie. 1913; 3. Auflage 1918 (archive.org).
- Erlebtes und Erstrebtes. Erinnerungen. 1914 (Autobiographie).
- Die sexuelle Untreue der Frau. Zweiter Teil: Das feile Weib. Eine sozialmedizinische Studie, 1917 (archive.org).
- Das Fachinger Mineralwasser, seine Wertung als Heil- und Tafelwasser. 1925.
- Beiträge zu Albert Eulenburgs Real-Encyclopädie der gesammten Heilkunde. Erste Auflage.
  - Band 1 (1880) (Digitalisat), S. 151–154: Akratothermen; S. 173–179: Alkalische Mineralwässer; S. 704–721: Bad
  - Band 2 (1880) (Digitalisat), S. 172–174: Bitterwässer
  - Band 3 (1880) (Digitalisat), S. 321–330: Climakterisches Alter
  - Band 4 (1880) (Digitalisat), S. 97–127: Diät und diätetische Curen; S. 388–395:  Eisenwässer
  - Band 5 (1881) (Digitalisat), S. 49–51: Erdige Mineralquellen; S. 247–259: Fettsucht; S. 506–509: Gasbäder
  - Band 6 (1881) (Digitalisat), S. 678–691: Hydrotherapie
  - Band 7 (1881) (Digitalisat), S. 516–526: Kochsalzwässer
  - Band 9 (1881) (Digitalisat), S. 86–95: Mineralwässer; S. 207–214: Moorbäder
  - Band 12 (1882) (Digitalisat), S. 373–376: Schwefelwässer
  - Band 13 (1883) (Digitalisat), S. 97–135: Sterilität des Weibes